# ادت
ادت (به لاتین: Adet) در اتیوپی است که در Mirab Gojjam Zone واقع شده‌است.

## خصوصیات
ادت ۲۱٬۱۱۷ نفر جمعیت دارد و ۲٬۲۱۶ متر بالاتر از سطح دریا واقع شده‌است.